# Балан, Герман Людвиг фон
Герман Людвиг фон Балан (нем. Hermann Ludwig von Balan; 7 марта 1812, Берлин — 16 марта 1874, Брюссель) — немецкий государственный и дипломатический деятель, статс-секретарь имперского ведомства иностранных дел кайзеровской Германии (министр иностранных дел) с 1872 по 1873 год, юрист

## Биография
Сын прусского дипломата. С 1829 по 1832 год изучал право в университетах Берлина и Гейдельберга. После стажировки юристом на прусской судебной службе, поступил в 1833 году на прусскую королевскую дипломатическую службу.
В 1845 году был назначен генеральным консулом в Варшаве, а в следующем году — временным поверенным в делах Вольного города Франкфурта. В 1848 году стал поверенным в делах в Великом герцогстве Гессен. В 1858 году — посланником в королевстве Вюртемберг.
В 1859 году был возведён во дворянство.
С 1859 по 1864 год служил посланником в Датском королевстве, принимал участие в переговорах по заключению Венского мирного договора 1864 года, завершившему Австро-прусско-датскую войну. С 1864 по 1871 год — посол в Бельгии.
В 1872 году был отозван в Берлин и работал исполнявшим обязанности министра иностранных дел кайзеровской Германии. В 1872—1873 годах — статс-секретарь имперского ведомства иностранных дел кайзеровской Германии (министр иностранных дел).
После того, как его на этом посту сменил Бернхард Эрнст фон Бюлов, стал членом прусской Палаты господ Ландтага Пруссии. Принял активное политическое участие в конституционном развитии Пруссии.
После основания Германской империи 1 января 1871 года остался в Брюсселе в качестве Чрезвычайного и Полномочного Посла. Однако через несколько месяцев умер.